# Толстянка мелкоголовчатая
Толстянка мелкоголовчатая (лат. Crassula capitella) — вид суккулентных растений рода Толстянка (Crassula), семейства Толстянковые (Crassulaceae).

## Название
Родовое латинское название Crassula произошло от латинского слова crassus, что означает «толстый», в связи с наличием сочных листьев у представителей рода.
Видовой латинский эпитет capitella переводится как «мелкоголовчатая».

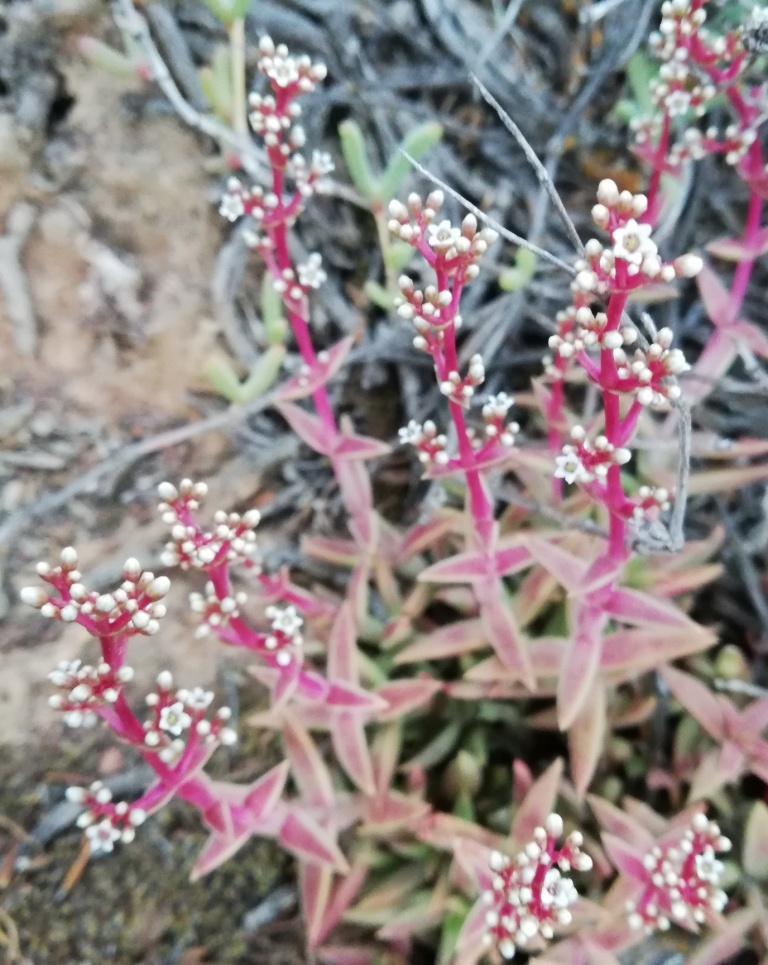
Цветки Crassula capitella subsp. thyrsiflora

Полукустарниковый суккулент, достигающий высоты до 40 см во время цветения. Этот вид включает разнообразные подвиды: от многолетних ползучих растений, редко формирующих корневые розетки, до двулетних растений с одной розеткой размером менее пяди. 
Стебли круглые, гладкие, прямостоячие или лежачие, обычно деревянистые, иногда с верхней разветвленностью.
Листья сидячие, сросшиеся, расположены в супротивных парах и образуют спиральную или 4-рядную розетку. Они часто загнутые, хрящевые, линейно-ланцетные, лопастные, заостренные, с размерами от (10-)20 до 70(-120) мм в длину и от (3-)10 до 20 мм в ширину. Наименьшие листья обычно находятся в центре розетки. Они могут быть голыми или опушенными, бледно-зеленого цвета, иногда с красными пятнами. На верхней поверхности листьев могут присутствовать рассеянные красные гидатоды. Края листьев обычно реснитчатые с тонкими загнутыми волосками или сосочками.
Цветки белые, звездчатые, обоеполые. Чашелистики треугольно-ланцетные с заостренными концами и краевыми волосками. Лепестки белые с розовым оттенком, изогнутые, продолговато-ланцетные, тупые, гладкие, с мясистыми кончиками и дорсальным придатком. Тычинки длиной от 2 до 4,5 мм, пыльники темно-коричневые. Рыльца широкие и боковые.
Толстянка мелкоголовчатая является монокарпическим видом, что означает, что он отмирает после цветения. Хотя белые цветки этого растения привлекательны, каждый раз, когда они расцветают, розетка отмирает.

## Распространение и экология
Природный ареал включает ЮАР и Намибию. Это растение преимущественно произрастает в субтропических биомах и часто укрывается под кустами на пологих склонах или равнинах.
Растение обладает метаболизмом, известным как «кислотный метаболизм толстянковых» или CAM-фотосинтез, который позволяет ему эффективно фотосинтезировать, минимизируя потери воды через листья. Вместо открытия устьиц в течение дня для поглощения углекислого газа, Толстянка мелкоголовчатая выполняет этот процесс ночью, что снижает испарение внутренней влаги. Благодаря этому адаптационному механизму растение способно выживать и процветать в засушливых регионах или в условиях регулярных засух.

## Таксономия
Crassula capitella Thunb., первое упоминание в Nova Acta Phys.-Med. Acad. Caes. Leop.-Carol. Nat. Cur. 6: 330 (1778).

### Синонимы
Гомотипные (основанные на одном и том же номенклатурном типе):
- Turgosea capitella (Thunb.) Haw. (1821)

### Подвиды
Согласно данным сайта Plants of the World Online на 2023 год, вид состоит из 3 подвидов:
| Название                                               | Изображение | Описание |
| ------------------------------------------------------ | ----------- | --- |
| Crassula capitella subsp. capitella                    |             | Двулетнее растение с одиночной прикорневой розеткой. У него обычно голые стебли и крошечные белые цветки, собранные в неразветвленные колосовидные соцветия. Цветение происходит в середине-конце лета. |
| Crassula capitella subsp. meyeri (Harv.) Toelken       |             | Полегающее растение, которое приобретает деревянистую основу. У него может быть одна или несколько розеток и прямостоячие стебли, которые могут быть голыми или редко опушенными. Растение встречается только вдоль побережья Квазулу-Натала на песчаной почве. Середина лета и зима - это период, когда растение цветет, несущее крошечные белые цветы, собранные в неразветвленные колосовидные соцветия. Этот вид, возможно, занимает промежуточное положение между subsp. capitella и subsp. thyrsiflora. У него почти отсутствует мясистость на вершине лепестка, но есть выраженный дорсальный придаток, который обычно располагается в терминальной части, что отличает его от типичного subsp. thyrsiflora. |
| Crassula capitella subsp. thyrsiflora (Thunb.) Toelken |             | Ветвящийся многолетний кустарник, образующий несколько розеток. Изначально листья розового цвета, но со временем приобретают форму пагоды и становятся красными, что привело к его широкому известности как «красная пагода» (англ. Red pagoda). Летом растение цветет маленькими белыми цветками, собранными в неразветвленные колосовидные соцветия. |

### Гибриды и сорта

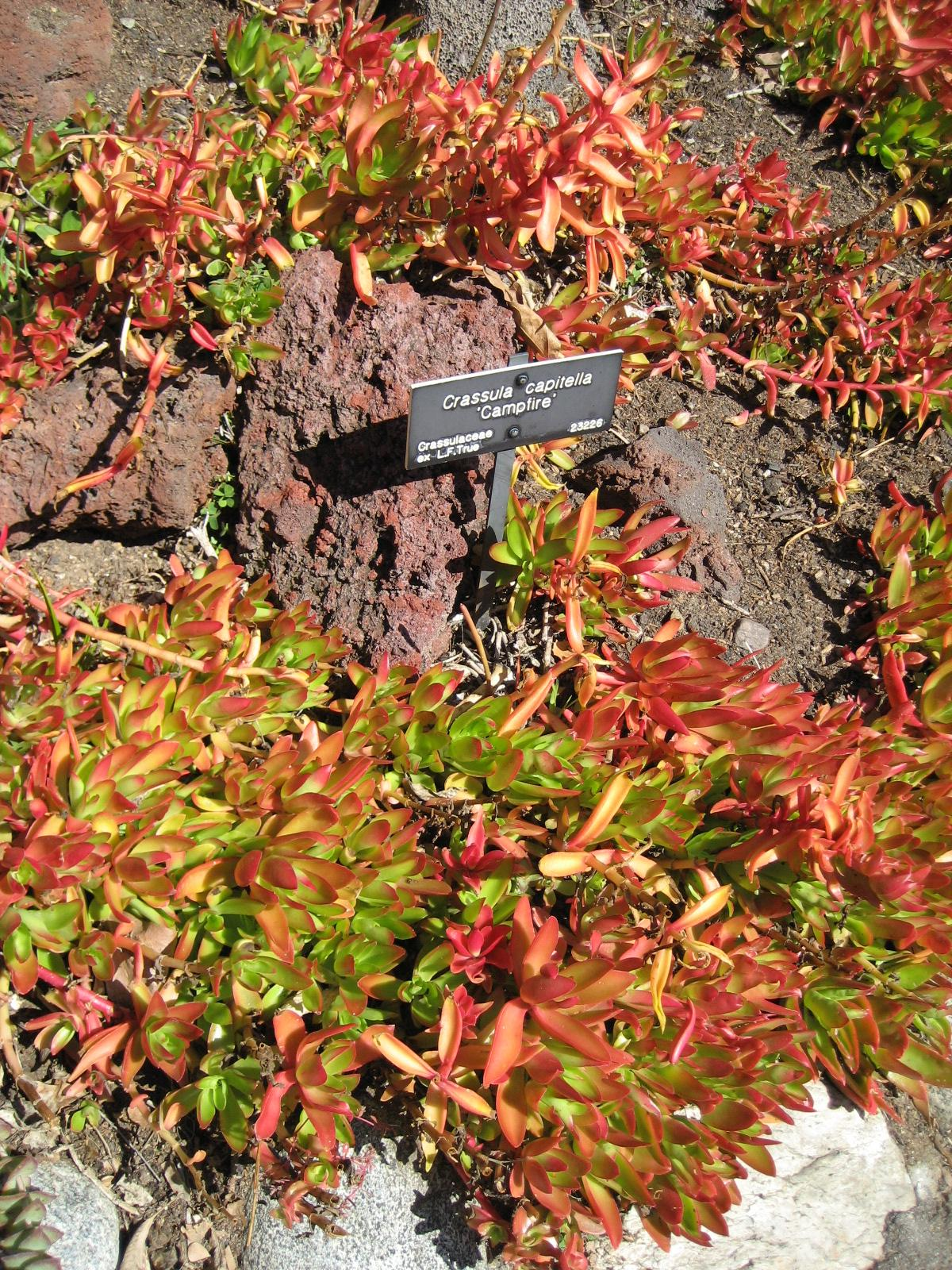
Crassula capitella 'Campfire'

- Crassula capitella 'Benjamin' — гибрид между Crassula capitella и гибрида Crassula 'Moonglow'[7]. Crassula 'Moonglow' в свою очередь, гибрид между Crassula deceptor и Crassula perfoliata var. falcata[8].

- Crassula capitella 'Campfire' (иногда идентифицируемая как Crassula capitella cv. Campfire (рус. растение-костер[9])) — сорт с более длинными листьями, которые при выращивании на полном солнце приобретают оранжево-красный оттенок[2].

## Примечание
1. ↑  Urs Eggli, Leonard E. Newton. Etymological dictionary of succulent plant names. — Berlin Heidelberg: Springer, 2004. — 266 с. — ISBN 978-3-540-00489-9.
2. 1 2 3 4 5 6  Crassula capitella. www.llifle.com. Дата обращения: 18 июля 2023. Архивировано 18 июля 2023 года.
3. 1 2 3 4  Crassula capitella Thunb. | Plants of the World Online | Kew Science (англ.). Plants of the World Online. Дата обращения: 30 октября 2022. Архивировано 30 октября 2022 года.
4. ↑  Crassula capitella Thunb. www.worldfloraonline.org. Дата обращения: 30 октября 2022. Архивировано 30 октября 2022 года.
5. 1 2 3 4  Crassula capitella | PlantZAfrica. pza.sanbi.org. Дата обращения: 18 июля 2023. Архивировано 18 июля 2023 года.
6. ↑  Crassula capitella subs. meyeri. www.llifle.com. Дата обращения: 18 июля 2023. Архивировано 18 июля 2023 года.
7. ↑  Crassula capitella ‘Benjamin’ (англ.). Coastal Succulents, Cacti & Alpines. Дата обращения: 3 марта 2023. Архивировано 3 марта 2023 года.
8. ↑  Moonglow (Crassula 'Moonglow') Flower, Leaf, Care, Uses (англ.). PictureThis. Дата обращения: 3 марта 2023. Архивировано 3 марта 2023 года.
9. ↑  Крассула капителла (Crassula capitella). PictureThis. Дата обращения: 18 июля 2023. Архивировано 18 июля 2023 года.